# Madison (Floride)
Pour les articles homonymes, voir Madison.
La ville américaine de Madison est le siège du comté de Madison, dans la région de Big Bend, en Floride.
La ville porte d'abord le nom de Hickstown, en référence au chef séminole John Hicks, puis celui de Newton. Cependant, la poste continuant à adresser le courrier à Madison C.H. (pour Madison Courthouse), la ville a choisi d'adopter le nom de Madison.

## Démographie
| 1860 | 1870 | 1880 | 1890 | 1900 | 1910  |
| ---- | ---- | ---- | ---- | ---- | ----- |
| 423  | 924  | 756  | 781  | 849  | 1 560 |

| 1920  | 1930  | 1940  | 1950  | 1960  | 1970  |
| ----- | ----- | ----- | ----- | ----- | ----- |
| 1 952 | 2 189 | 2 730 | 3 150 | 3 239 | 3 737 |

| 1980  | 1990  | 2000  | 2010  | - | - |
| ----- | ----- | ----- | ----- | - | - |
| 3 487 | 3 345 | 3 061 | 2 843 | - | - |

Selon le recensement de 2010, Madison compte 2 843 habitants. La municipalité s'étend sur 2,59 milles carrés (6,71 km2), dont 2,54 milles carrés (6,58 km2) de terres.